# Mhalsa
Mhalsa (Marathi : म्हाळसा, IAST : Mhāḷasā), scritto anche come Mhalasa o Mahalasa è una dea indù. È venerata in due tradizioni distinte. Come dea indipendente, è considerata una forma di Mohini, l'avatar femminile del dio Vishnu e si chiama Mhalsa Narayani . Mhalsa è anche adorata come consorte del dio popolare Khandoba, una forma del dio Shiva. In questa tradizione, è associata a Parvati, la moglie di Shiva e Mohini.

## Iconografia
Nella forma Mahalasa Narayani, Mahalasa ha quattro mani, tiene rispettivamente una Trishula, una spada, una testa mozzata e una ciotola per bere. Indossa anche la yajnopavita (filo sacro), che è generalmente dedicato alle divinità maschili. Sta su un uomo o un demone prostrato, mentre una tigre o un leone lecca il sangue gocciolante dalla testa mozzata. Goud Saraswat Brahmins, Daivajnya Brahmins come anche Vaishnavas di Goa e Canara meridionale, la identificano con Mohini e la chiamano Narayani e Rahu-matthani, la cacciatrice di Rahu, come raccontato nel Bhavishya Purana .
Come consorte di Khandoba, il suo tempio principale - il tempio Mohiniraj - si trova a Nevasa taluka del Maharashtra, dove è venerata come una dea a quattro braccia e identificata con Mohini. Mhalsa è spesso raffigurata con due braccia e accompagna Khandoba a cavallo o in piedi accanto a lui.

## Leggende
Durante il Samudra Manthan (zangolatura dell'oceano del latte) da parte degli dei e dei demoni, i demoni rubano la pentola di amruta (elisir di immortalità). Il dio Vishnu prese la forma dell'incantatrice, Mohini . Mohini catturò l'amruta dai demoni e lo servì agli dei. Mohini è adorata come Mhalasa Narayani o Mhalasa.
Secondo un'altra leggenda che la collega a Khandoba, il dio Shiva era incantato da Mohini. Gli promise di essere sua moglie nella sua incarnazione terrena (avtar) quando si sarebbe incarnato come Khandoba sulla terra.
Secondo un'altra leggenda, Mhalsa è considerata una forma della moglie di Shiva Parvati. Secondo questa leggenda, Mhalsa nacque come figlia di un ricco mercante di Lingayat a Newasa, chiamato Timmaseth. Per ordini divini di Khandoba, apparsp in sogno a suo padre, Mhalsa fu data in sposa a Khandoba durante Pausha Pournima (il giorno di luna piena del mese di calendario indù di Pausha) a Pali (Pembar). In questa occasione sono comparsi due shivlingas. Tuttora a Pali è celebrato un festival annuale che segna questo evento.

## Culto

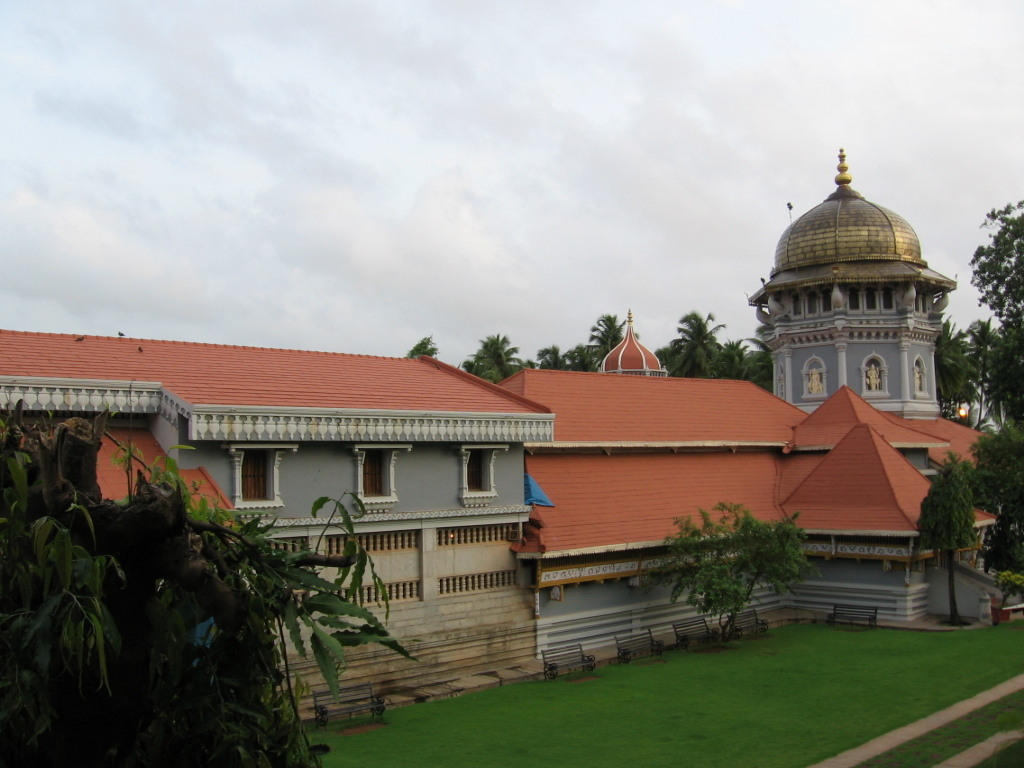
Tempio Mardol a Goa

Mahalasa / Mhalsa è adorata come una dea indipendente o gramadevata (divinità custode del villaggio). I suoi templi principali si trovano a Paithan e Nevasa (chiamato Mohiniraj) nel Maharashtra e Mardol a Goa . I suoi templi esistono anche negli stati di Karnataka, Kerala e Gujarat . È la Kuldevi (dea della famiglia) di molti indù dell'India occidentale e meridionale, tra cui Goud Saraswat Brahmins, Karhade Brahmins, Daivajna Brahmins, Bhandaris e la casta Shimpi.
Negli ultimi anni, a causa della crescente popolarità della dea, sono stati istituiti nuovi templi a Verna, Karwar, Kumta, Mudgeri, Kundapura, Basruru, Shirva, Mangaluru, Kasargod, Harikhandige, Malpe e altre aree lungo la costa Karnataka. Un tempio si trova anche a Madangeri, una cittadina vicino a Gokarna.
Mhalsa è anche adorata come consorte di Khandoba. È venerata con Khandoba in tutti i centri del culto di Khandoba, compreso Jejuri.